# Thomas Dufferin Pattullo

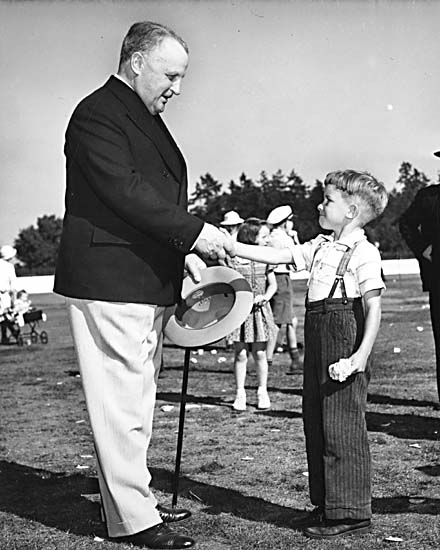
Thomas Dufferin Pattullo

Thomas Dufferin („Duff“) Pattullo (* 19. Januar 1873 in Woodstock, Ontario; † 30. März 1956 in Victoria) war ein kanadischer Politiker und Journalist. Er war vom 15. November 1933 bis zum 9. Dezember 1941 Premierminister der Provinz British Columbia sowie von 1928 bis 1941 Vorsitzender der British Columbia Liberal Party.

## Biografie
Pattullo arbeitete in den 1890er Jahren in Ontario als Journalist, zunächst beim Woodstock Sentinel, ab 1896 als Chefredakteur des Galt Reformer. Sein Vater verhalf ihm zu einer Stelle im Yukon-Territorium, als Sekretär des Regierungskommissars James Morrow Walsh. Pattullo blieb bis 1902 in Dawson City, der damaligen Hauptstadt des Territoriums, im Dienste der Regierung. Danach war er als Grundstücksmakler tätig und gehörte während kurzer Zeit dem Stadtrat von Dawson City an.
1908 zog Pattullo nach Prince Rupert in der Provinz British Columbia. Dort wurde er 1910 zunächst in den Stadtrat, 1913 zum Bürgermeister gewählt. Im November 1916 folgte die Wahl in die Legislativversammlung von British Columbia. In den Regierungen der Premierminister Brewster, Oliver und MacLean war er Minister für Landentwicklung. Nach der Wahlniederlage der Liberalen im Juli 1928 wurde Pattullo zum neuen Parteivorsitzenden gewählt und war somit Oppositionsführer.
Die regierende British Columbia Conservative Party konnte die sozialen Probleme der Weltwirtschaftskrise nicht bewältigen und zerfiel in mehrere Gruppen. Am 2. November 1933 errangen die Liberalen einen überwältigenden Wahlsieg und Pattullo übernahm am 15. November das Amt des Premierministers. Während seiner Amtszeit betrieb er eine teilweise sozialdemokratische Politik, was häufig zu Konflikten mit der Bundespartei und der Bundesregierung unter William Lyon Mackenzie King führte.
1937 wurde die Regierung bestätigt, doch 1941 gelang es den Liberalen nicht, die Mehrheit der Sitze zu gewinnen. Pattullo weigerte sich, eine Koalitionsregierung mit den Konservativen zu bilden, legte sein Amt am 9. Dezember 1941 nieder und trat aus der Partei aus. Bei den Wahlen am 25. Oktober 1945 trat er als Unabhängiger an, wurde jedoch abgewählt. Pattullo ging in Pension und verbrachte seine letzten Lebensjahre in Victoria.